# セブン・フィナンシャルサービス
株式会社セブン・フィナンシャルサービス（英: Seven Financial Service Co.,Ltd.）は、セブン&アイグループの金融関連事業の会社。

## 概要
2008年3月に、セブン&アイグループの金融関連事業を集約するために、中間持株会社として設立された株式会社セブン&アイ・フィナンシャル・グループが事実上の前身会社である。その際に傘下に収めた事業子会社との間で、2011年3月に再編・合併し、株式会社セブン・フィナンシャルサービスとなった。また、ライフネット生命保険株式会社にも4.66%出資している。

## 沿革

### セブン&アイ・フィナンシャル・グループ
- 2008年3月1日
  - 株式会社セブン&アイ・ホールディングスが、完全子会社として株式会社セブン&アイ・フィナンシャル・グループを設立。
  - 株式会社セブン&アイ・ホールディングス及び株式会社セブン-イレブン・ジャパンが、それぞれ金融関連事業管理事業について会社分割（吸収分割）を実施し、株式会社セブン&アイ・フィナンシャル・グループに承継させて、グループの金融関連事業管理事業を集約。これにより、株式会社セブン&アイ・フィナンシャル・グループは、株式会社アイワイ・カード・サービス、株式会社ヨークインシュアランス、株式会社SEキャピタル、株式会社セブン・キャッシュワークスの4社を子会社化。
- 2010年9月10日 - 株式会社セブン&アイ・フィナンシャル・グループと株式会社そごう・西武が、株式会社クレディセゾンとの間でカード事業について包括的業務提携契約を締結。
- 2010年9月17日 - 業務提携に基づき、株式会社クレディセゾンが、カード事業統合準備会社として株式会社セブンCSカードサービスを設立。
- 2010年10月1日 - 子会社の株式会社アイワイ･カード･サービスが、株式会社セブン・カードサービスに商号変更。

### セブン・フィナンシャルサービス
- 2011年3月1日 - 株式会社SEキャピタルを存続会社として、株式会社セブン&アイ・フィナンシャル・グループと株式会社セブン・キャッシュワークスを吸収合併。同時に、株式会社SEキャピタルが、株式会社セブン・フィナンシャルサービスに商号変更。
- 2011年4月1日 - 株式会社クレディセゾンが、カード事業について会社分割を実施し、子会社の株式会社セブンCSカードサービスが承継。同時に、株式会社セブン･フィナンシャルサービスが、株式会社セブンCSカードサービスの株式51％を取得し、合弁会社化。
- 2012年3月1日 - 株式会社セブン・フィナンシャルサービスが、株式会社ヨークインシュアラスを吸収合併[3]、リース事業と保険代理店事業の統合を行った。

## かつての子会社
- 株式会社ヨークインシュアラス（保険代理業・100%出資、2012年3月に吸収）
- 株式会社セブン・カードサービス（クレジットカード業、94.1%出資、2023年7月にセブン銀行へ移管）